# Gymnothorax miliaris
Gymnothorax miliaris és una espècie de peix de la família dels murènids i de l'ordre dels anguil·liformes.

## Morfologia
Els mascles poden assolir els 70 cm de longitud total.

## Distribució geogràfica
Es troba a l'Atlàntic occidental (des de Bermuda i el sud de Florida -Estats Units- fins a les Antilles i el sud-est del Brasil) i a l'Atlàntic oriental (Cap Verd i Santa Helena).